# Dyskografia Stromae’a
Dyskografia Stromae’a – belgijskiego muzyka – obejmuje dwa albumy studyjne i mixtape’y, minialbum, album wideo, dwadzieścia singli, remiks singel oraz dziewiętnaście teledysków.
W 2006 roku we współpracy z Gandhim i K–Deeją zrealizowany został mixtape Freestyle Finest. W 2007 roku wydany został minialbum Juste un cerveau, un flow, un fond et un mic… 31 października 2009 roku został wydany mixtape, który Stromae nagrał wspólnie z DJ-em Psarem.
Debiutancki album studyjny Stromae’a – Cheese – został wydany 21 czerwca 2010 roku, osiągnął status trzykrotnej platynowej płyty w Belgii oraz status złotej płyty we Francji, gdzie w latach 2010–2015 sprzedano go w ponad 260 000 egzemplarzach. Pochodzący z niego singel „Alors on danse” uzyskał status trzykrotnej platynowej oraz dwukrotnej platynowej w Szwajcarii (w 2010 roku sprzedano ponad 40 000 egzemplarzy), platynowej w Niemczech (w 2010 roku sprzedano ponad 300 000 egzemplarzy), platynowej w Danii (w 2010 roku sprzedano ponad 15 000 egzemplarzy) i Włoszech oraz złotej w Szwecji (w 2010 roku sprzedano ponad 20 000 egzemplarzy) i Hiszpanii (w 2011 roku sprzedano ponad 20 000 egzemplarzy). We Francji został sprzedany w ponad 334 000 egzemplarzach w latach 2009–2014. Singel został sprzedany w ponad 3 000 000 egzemplarzach. Kolejny singel „Te quiero” osiągnął status złotej płyty w Belgii.
W 2013 roku został wydany drugi album studyjny Stromae’a – Racine carrée. Album został sprzedany w 4 000 000 egzemplarzy. Pokrył się on dwunastokrotną platynową płytą w Belgii, gdzie w latach 2013–2014 został sprzedany w ponad 240 000 egzemplarzach. W Szwajcarii album osiągnął status pięciokrotnej platynowej płyty (w latach 2013–2014 sprzedano 75 000 egzemplarzy) i podwójnej platynowej w Holandii (sprzedano ponad 100 000 egzemplarzy). We Francji w latach 2013–2016 został sprzedany w 2 030 000 egzemplarzach i pokrył się potrójną diamentową płytą. W Kanadzie do października 2015 roku sprzedano ponad 80 000 egzemplarzy, a album pokrył się platyną. We Włoszech album pokrył się platynową płytą, gdzie w latach 2013–2014 zostało sprzedanych ponad 50 000 egzemplarzy. W Rosji album osiągnął status podwójnej platynowej płyty. W Austrii album pokrył się złotem. Otrzymał podwójną platynę za dwa miliony sprzedanych egzemplarzy w Europie. Pierwszy singel z albumu „Papaoutai” osiągnął status diamentowej płyty we Francji, gdzie latach 2013–2014 został sprzedany w nakładzie 976 000 egzemplarzy. W Belgii pokrył się potrójną platyną. W Szwajcarii singel osiągnął status podwójnej platynowej płyty (w latach 2013–2014 sprzedano ponad 60 000 egzemplarzy). Status platynowej płyty singel osiągnął także w Holandii (do stycznia 2014 roku sprzedano ponad 20 000 egzemplarzy). We Włoszech singel pokrył się podwójną platyną. W Austrii singel osiągnął status złotej płyty. Drugi singel „Formidable” również osiągnął status diamentowej płyty we Francji, gdzie w latach 2013–2014 został sprzedany w 309 800 egzemplarzach. W Belgii pokrył się potrójną platyną. W Szwajcarii singel osiągnął status platynowej płyty (w latach 2013–2014 sprzedano ponad 30 000 egzemplarzy). We Włoszech osiągnął status złota. Trzeci singel z albumu „Tous les mêmes” pokrył się platynową płytą w Belgii i Francji oraz podwójną platynową płytą we Włoszech. We Francji w latach 2013–2014 sprzedano około 252 000 egzemplarzy singla. Piąty singel z albumu „Ta fête” osiągnął status platynowej i złotej płyty w Belgii.

## Albumy studyjne
| Rok                                                     | Dane dot. albumu | Najwyższe pozycje na listach | Najwyższe pozycje na listach | Najwyższe pozycje na listach | Najwyższe pozycje na listach | Najwyższe pozycje na listach | Najwyższe pozycje na listach | Najwyższe pozycje na listach | Najwyższe pozycje na listach | Najwyższe pozycje na listach | Najwyższe pozycje na listach | Najwyższe pozycje na listach | Najwyższe pozycje na listach | Certyfikat | Sprzedaż |
| Rok                                                     | Dane dot. albumu | BEL (Wa)                     | BEL (Fl)                     | AUT                          | DNK                          | EUR                          | FRA                          | GRE                          | NLD                          | CAN                          | GER                          | SWI                          | ITA                          | Certyfikat | Sprzedaż |
| ------------------------------------------------------- | --- | ---------------------------- | ---------------------------- | ---------------------------- | ---------------------------- | ---------------------------- | ---------------------------- | ---------------------------- | ---------------------------- | ---------------------------- | ---------------------------- | ---------------------------- | ---------------------------- | --- | --- |
| 2010                                                    | Cheese - Wydany: 11 czerwca 2010 - Wytwórnia: Mosaert - Format: CD, LP, digital download, media strumieniowe                                                 | 1                            | 7                            | 33                           | –                            | 23                           | 6                            | 4                            | 75                           | 70                           | 29                           | 18                           | –                            | - BEL: 3× platynowa płyta - FRA: złota płyta - POL: złota płyta | - FRA: 260,000+ |
| 2013                                                    | Racine carrée - Wydany: 16 sierpnia 2013 - Wytwórnia: Universal Music Group, 1 Recordings, Mosaert - Format: CD, 2× LP, digital download, media strumieniowe | 1                            | 1                            | –                            | 25                           | –                            | 1                            | –                            | 1                            | 10                           | 21                           | 1                            | 1                            | - BEL: 12× platynowa płyta - AUT: złota płyta - DNK: złota płyta - EUR: 2× platynowa płyta - FRA: 4× diamentowa płyta - NLD: 2× platynowa płyta - CAN: platynowa płyta - POL: złota płyta - RUS: 2× platynowa płyta - SWI: 5× platynowa płyta - ITA: platynowa płyta | - BEL: 360,000 - AUT: 7,500 - DNK: 10,000 - EUR: 2,000,000 - FRA: 2,500,000 - NLD: 100,000+ - CAN: 80,000 - POL: 10,000+ - RUS: 20,000 - SWI: 100,000 - ITA: 60,000 - UK: 30,000 - Świat: 4,000,000 |
| „–” oznacza, że album nie był notowany na danej liście. | |                              |                              |                              |                              |                              |                              |                              |                              |                              |                              |                              |                              | | |

## Mixtape’y
| Rok  | Dane dot. albumu |
| ---- | --- |
| 2006 | Freestyle Finest (& Gandhi, K–Deeja)                                                                                              |
| 2009 | Mixture Elecstro (& DJ Psar) - Wydany: 31 października 2009 - Wytwórnia: Because Music, Kilomaître - Format: CD, digital download |

## EP
| Rok  | Dane dot. albumu |
| ---- | --- |
| 2007 | Juste un cerveau, un flow, un fond et un mic… - Wydany przez: Institut national de radioélectricité et cinématographie - Format: CD, digital download |

## Albumy wideo
| Rok  | Dane dot. albumu                                                                            | Najwyższe pozycje na listach | Najwyższe pozycje na listach | Najwyższe pozycje na listach | Najwyższe pozycje na listach | Najwyższe pozycje na listach | Najwyższe pozycje na listach | Najwyższe pozycje na listach | Certyfikat              | Sprzedaż       |
| Rok  | Dane dot. albumu                                                                            | BEL (Wa)                     | BEL (Fl)                     | FRA                          | NLD                          | SWI                          | SWE                          | ITA                          | Certyfikat              | Sprzedaż       |
| ---- | ------------------------------------------------------------------------------------------- | ---------------------------- | ---------------------------- | ---------------------------- | ---------------------------- | ---------------------------- | ---------------------------- | ---------------------------- | ----------------------- | -------------- |
| 2015 | Racine carrée Live - Wydany: 11 grudnia 2015 - Wytwórnia: Sony Music - Format: DVD, Blu-ray | 1                            | 1                            | 1                            | 1                            | 1                            | 3                            | 3                            | - FRA: diamentowa płyta | - FRA: 60 000+ |

## Kompilacje
| Rok  | Dane dot. albumu                                                                              | Najwyższe pozycje na listach |
| Rok  | Dane dot. albumu                                                                              | FRA                          |
| ---- | --------------------------------------------------------------------------------------------- | ---------------------------- |
| 2017 | Cheese + Racine carrée - Wydany: 18 sierpnia 2017 - Wytwórnia: Mercury Records - Format: 2×CD | 35                           |

## Single

### Jako główny artysta
| Rok                                                      | Tytuł                                              | Najwyższe pozycje na listach | Najwyższe pozycje na listach | Najwyższe pozycje na listach | Najwyższe pozycje na listach | Najwyższe pozycje na listach | Najwyższe pozycje na listach | Najwyższe pozycje na listach | Najwyższe pozycje na listach | Najwyższe pozycje na listach | Najwyższe pozycje na listach | Najwyższe pozycje na listach | Najwyższe pozycje na listach | Najwyższe pozycje na listach | Najwyższe pozycje na listach | Najwyższe pozycje na listach | Najwyższe pozycje na listach | Najwyższe pozycje na listach | Najwyższe pozycje na listach | Najwyższe pozycje na listach | Certyfikat | Sprzedaż | Album         |
| Rok                                                      | Tytuł                                              | BEL (Wa)                     | BEL (Fl)                     | AUT                          | DNK                          | EUR                          | FIN                          | FRA                          | SPA                          | SWI                          | NLD                          | IRL                          | CAN                          | GER                          | NOR                          | POR                          | SWE                          | HUN                          | UK                           | ITA                          | Certyfikat | Sprzedaż | Album         |
| -------------------------------------------------------- | -------------------------------------------------- | ---------------------------- | ---------------------------- | ---------------------------- | ---------------------------- | ---------------------------- | ---------------------------- | ---------------------------- | ---------------------------- | ---------------------------- | ---------------------------- | ---------------------------- | ---------------------------- | ---------------------------- | ---------------------------- | ---------------------------- | ---------------------------- | ---------------------------- | ---------------------------- | ---------------------------- | --- | --- | ------------- |
| 2005                                                     | „Faut qu’t’arrêtes le rap...” (feat. J.E.D.I.)     | –                            | –                            | –                            | –                            | –                            | –                            | –                            | –                            | –                            | –                            | –                            | –                            | –                            | –                            | –                            | –                            | –                            | –                            | –                            | brak | brak danych | –             |
| 2009                                                     | „Enfants de l’an 2000” (& Shadow Loowee and Ekila) | –                            | –                            | –                            | –                            | –                            | –                            | –                            | –                            | –                            | –                            | –                            | –                            | –                            | –                            | –                            | –                            | –                            | –                            | –                            | brak | brak danych | –             |
| 2009                                                     | „Up saw liz”                                       | –                            | –                            | –                            | –                            | –                            | –                            | –                            | –                            | –                            | –                            | –                            | –                            | –                            | –                            | –                            | –                            | –                            | –                            | –                            | brak | brak danych | –             |
| 2009                                                     | „Alors on danse”                                   | 1                            | 1                            | 1                            | 1                            | 1                            | 3                            | 1                            | 9                            | 1                            | 1                            | 22                           | 46                           | 1                            | 12                           | 8                            | 2                            | 32                           | 25                           | 1                            | - FRA: diamentowa płyta - BEL: 3× platynowa płyta - SWI: 2× platynowa płyta - DEU: platynowa płyta - DNK: platynowa płyta - ITA: platynowa płyta - NLD: platynowa płyta - SWE: złota płyta - SPA: złota płyta - UK: złota płyta | - Świat: 3 000 000+ - FRA: 858 900 - DEU: 300 000+ - UK: 200 000 - SWI: 40 000+ - SWE: 20 000+ - SPA: 20 000+ - NLD: 20 000 - DNK: 15 000+ | Cheese        |
| 2010                                                     | „Bienvenue chez moi”                               | –                            | –                            | –                            | –                            | –                            | –                            | –                            | –                            | –                            | –                            | –                            | –                            | –                            | –                            | –                            | –                            | –                            | –                            | –                            | brak | brak danych | Cheese        |
| 2010                                                     | „Te quiero”                                        | 4                            | 17                           | –                            | –                            | –                            | –                            | 153                          | –                            | 62                           | 70                           | –                            | –                            | –                            | –                            | –                            | –                            | –                            | –                            | –                            | - BEL: złota płyta | brak danych | Cheese        |
| 2010                                                     | „House’llelujah”                                   | 22                           | –                            | –                            | –                            | –                            | –                            | –                            | –                            | –                            | –                            | –                            | –                            | –                            | –                            | –                            | –                            | –                            | –                            | –                            | brak | brak danych | Cheese        |
| 2010                                                     | „Rail de musique”                                  | –                            | –                            | –                            | –                            | –                            | –                            | –                            | –                            | –                            | –                            | –                            | –                            | –                            | –                            | –                            | –                            | –                            | –                            | –                            | brak | brak danych | Cheese        |
| 2010                                                     | „Peace or Violence”                                | 12                           | –                            | 74                           | –                            | –                            | –                            | –                            | –                            | –                            | –                            | –                            | –                            | –                            | –                            | –                            | –                            | –                            | –                            | –                            | brak | brak danych | Cheese        |
| 2010                                                     | „Je cours”                                         | 16                           | 15                           | –                            | –                            | –                            | –                            | –                            | –                            | –                            | –                            | –                            | –                            | –                            | –                            | –                            | –                            | –                            | –                            | –                            | brak | brak danych | Cheese        |
| 2013                                                     | „Papaoutai”                                        | 1                            | 3                            | 3                            | –                            | –                            | 4                            | 1                            | 36                           | 4                            | 2                            | –                            | 70                           | 6                            | –                            | 23                           | –                            | 29                           | –                            | 10                           | - FRA: diamentowa płyta - BEL: 3× platynowa płyta - SWII: 2× platynowa płyta - ITA: 2× platynowa płyta - NLD: platynowa płyta - AUT: złota płyta - USA: złota płyta                                                             | - FRA: 976 000 - US: 500 000 - SWI: 60 000+ - NLD: 20 000 - AUT: 15 000                                                                    | Racine carrée |
| 2013                                                     | „Formidable”                                       | 1                            | 1                            | 36                           | 20                           | –                            | –                            | 1                            | –                            | 13                           | 2                            | –                            | –                            | 39                           | –                            | –                            | –                            | –                            | –                            | 16                           | - FRA: diamentowa płyta - BEL: 3× platynowa płyta - SWI: platynowa płyta - ITA: złota płyta - DNK: złota płyta | - FRA: 309 800 - SWI: 30 000+ | Racine carrée |
| 2013                                                     | „Tous les mêmes”                                   | 1                            | 4                            | –                            | 10                           | –                            | –                            | 1                            | –                            | 27                           | 29                           | –                            | –                            | –                            | –                            | –                            | –                            | 19                           | –                            | 5                            | - ITA: 2× platynowa płyta - FRA: platynowa płyta - BEL: platynowa płyta | - FRA: ≈252 000 | Racine carrée |
| 2014                                                     | „Ta fête”                                          | 2                            | 6                            | –                            | –                            | –                            | –                            | 30                           | –                            | –                            | 45                           | –                            | –                            | –                            | –                            | –                            | –                            | –                            | –                            | –                            | - BEL: platynowa płyta | brak danych | Racine carrée |
| 2014                                                     | „Ave Cesaria”                                      | 45                           | –                            | –                            | –                            | –                            | –                            | 97                           | –                            | –                            | –                            | –                            | –                            | –                            | –                            | –                            | –                            | –                            | –                            | –                            | brak | brak danych | Racine carrée |
| 2014                                                     | „Meltdown” (feat. Lorde, Pusha T, Q-Tip & Haim)    | 5                            | 7                            | –                            | –                            | –                            | –                            | 107                          | –                            | –                            | –                            | –                            | –                            | –                            | –                            | –                            | –                            | –                            | –                            | –                            | brak | brak danych | –             |
| 2015                                                     | „Carmen”                                           | 46                           | 31                           | –                            | –                            | –                            | –                            | 67                           | –                            | –                            | –                            | –                            | –                            | –                            | –                            | –                            | –                            | –                            | –                            | –                            | brak | brak danych | Racine carrée |
| 2015                                                     | „Quand c’est?”                                     | –                            | 39                           | –                            | –                            | –                            | –                            | 142                          | –                            | –                            | –                            | –                            | –                            | –                            | –                            | –                            | –                            | –                            | –                            | –                            | brak | brak danych | Racine carrée |
| 2017                                                     | „Repetto X Mosaert”                                | –                            | –                            | –                            | –                            | –                            | –                            | –                            | –                            | –                            | –                            | –                            | –                            | –                            | –                            | –                            | –                            | –                            | –                            | –                            | brak | brak danych | –             |
| 2018                                                     | „Défiler”                                          | 7                            | 29                           | –                            | –                            | –                            | –                            | 8                            | –                            | –                            | –                            | –                            | –                            | –                            | –                            | –                            | –                            | 39                           | –                            | –                            | brak | brak danych | –             |
| 2021                                                     | „Santé”                                            | 1                            | 2                            | –                            | –                            | –                            | –                            | 3                            | –                            | 7                            | 22                           | –                            | 87                           | –                            | –                            | –                            | –                            | –                            | –                            | –                            | - FRA: diamentowa płyta - BEL: 2× platynowa płyta | brak danych | Multitude     |
| 2022                                                     | „L’enfer”                                          | 1                            | 1                            | –                            | –                            | –                            | –                            | 1                            | –                            | 2                            | 6                            | –                            | –                            | –                            | –                            | –                            | –                            | –                            | –                            | –                            | - FRA: diamentowa płyta - BEL: 3× platynowa płyta | brak danych | Multitude     |
| 2022                                                     | „Fils de joie”                                     | 3                            | 28                           | –                            | –                            | –                            | –                            | 6                            | –                            | 8                            | 30                           | –                            | –                            | –                            | –                            | –                            | –                            | –                            | –                            | –                            | - BEL: platynowa płyta - FRA: złota płyta | brak danych | Multitude     |
| 2022                                                     | „Mon amour”                                        | 6                            | 18                           | –                            | –                            | –                            | –                            | 24                           | –                            | 90                           | –                            | –                            | –                            | –                            | –                            | –                            | –                            | –                            | –                            | –                            | - BEL: złota płyta - FRA: złota płyta | brak danych | Multitude     |
| „–” oznacza, że singel nie był notowany na danej liście. |                                                    |                              |                              |                              |                              |                              |                              |                              |                              |                              |                              |                              |                              |                              |                              |                              |                              |                              |                              |                              | | |               |

### Remiks single
| Rok  | Tytuł                    | Źródło |
| ---- | ------------------------ | ------ |
| 2013 | „Racine carrée: Remixes” | [ 90 ] |

### Z gościnnym udziałem
| Rok  | Tytuł                              | Najwyższe pozycje na listach | Najwyższe pozycje na listach | Certyfikat              | Album             |
| Rok  | Tytuł                              | BEL (Wa)                     | FRA                          | Certyfikat              | Album             |
| ---- | ---------------------------------- | ---------------------------- | ---------------------------- | ----------------------- | ----------------- |
| 2017 | „La pluie” (Orelsan feat. Stromae) | 2                            | 10                           | - FRA: diamentowa płyta | La fête est finie |

## Pozostałe utwory

### Jak główny artysta
| Rok  | Tytuł                              | Uwagi                                         |
| ---- | ---------------------------------- | --------------------------------------------- |
| –    | „Y parait”                         | Utwór niezremasterowany                       |
| 2007 | „Monsieur” (& BD Banx)             | Wydany na kompilacji Dès le dépar... Volume 1 |
| 2008 | „...buzz des mains” (feat. Amaury) | Remiks                                        |
| 2010 | „Galaxy”                           | Wydany na kompilacji Overseas: Street Dreams  |

### Z gościnnym udziałem
| Rok  | Tytuł                                                               | Uwagi                                  |
| ---- | ------------------------------------------------------------------- | -------------------------------------- |
| 2008 | „Moi je suis” (Akro feat. James Deano, Shadow Loowee, Veence Hanao) | Wydany na albumie Au crunk             |
| 2008 | „Mr” (BD Banx)                                                      | Wydany na albumie Club de rue          |
| 2014 | „Putain putain” (with Arno)                                         | Wydany na albumie Le coffret essentiel |

### Notowane na listach jako główny artysta
| Rok                         | Tytuł                               | Najwyższe pozycje na listach | Najwyższe pozycje na listach | Album         |
| Rok                         | Tytuł                               | BEL (Wa)                     | FRA                          | Album         |
| --------------------------- | ----------------------------------- | ---------------------------- | ---------------------------- | ------------- |
| 2010                        | „Silence”                           | 26                           | –                            | Cheese        |
| 2013                        | „Bâtard”                            | 37                           | 52                           | Racine carrée |
| 2013                        | „Moules frites”                     | –                            | 189                          | Racine carrée |
| 2013                        | „Humain à l’eau”                    | 47                           | 110                          | Racine carrée |
| 2013                        | „Sommeil”                           | –                            | 142                          | Racine carrée |
| 2013                        | „Merci”                             | –                            | 143                          | Racine carrée |
| 2013                        | „AVF” (feat. Maître Gims & Orelsan) | 38                           | 43                           | Racine carrée |
| „–” utwór nie był notowany. |                                     |                              |                              |               |

## Współpraca muzyczna
| Rok  | Tytuł                                  | Artysta    | Album                      | Rola                                        |
| ---- | -------------------------------------- | ---------- | -------------------------- | ------------------------------------------- |
| 2005 | „La place du roi”                      | Seriak     | –                          | Produkcja                                   |
| 2007 | „La signature” (feat. Daza La Pieuvre) | 13Hor      | Proses d’Assassin          | Produkcja                                   |
| 2007 | „Mic Check”                            | 13Hor      | Proses d’Assassin          | Produkcja                                   |
| 2008 | „Gandhi”                               | Gandhi     | Les préliminaires          | Produkcja                                   |
| 2008 | „Ghetto” (feat. J-mi Sissoko)          | Kery James | À l’ombre du show business | Produkcja, muzyka, programowanie, tekst     |
| 2008 | „Egotripes” (feat. Dry)                | Kery James | À l’ombre du show business | Produkcja, muzyka, programowanie, tekst     |
| 2008 | „Vrai peura”                           | Kery James | À l’ombre du show business | Produkcja, muzyka, programowanie, tekst     |
| 2008 | „X & Y”                                | Kery James | À l’ombre du show business | Produkcja, muzyka, programowanie, tekst     |
| 2008 | „Cette fois”                           | Mélissa M  | –                          | Tekst                                       |
| 2008 | „Hymne à la vie”                       | Anggun     | Élévation                  | Perkusja (dodatkowo), keyboardy (dodatkowo) |
| 2008 | „Si je t’emmène” (feat. Pras Michel)   | Anggun     | Élévation                  | Muzyka                                      |
| 2008 | „My Man” (feat. Pras Michel)           | Anggun     | Élévation                  | Tekst                                       |
| 2017 | „Peine & pitié”                        | Vitaa      | J4M                        | Tekst, kompozycja                           |
| 2017 | „Comme dab”                            | Vitaa      | J4M                        | Tekst, kompozycja                           |

## Teledyski
| Rok  | Tytuł                                          | Reżyser                      |
| ---- | ---------------------------------------------- | ---------------------------- |
| 2005 | „Faut qu’t’arrêtes le rap...” (feat. J.E.D.I.) | –                            |
| 2007 | „Minimalistyle”                                | –                            |
| 2007 | „Promo–son”                                    | Emre Olcayto                 |
| 2008 | „Freestyle Finest” (& Gandhi, K–Deeja)         | –                            |
| 2008 | „C’est Stromae”                                | –                            |
| 2008 | „Si tu veux me faire du buzz...”               | –                            |
| 2008 | „...buzz des mains”                            | –                            |
| 2009 | „Up saw liz”                                   | –                            |
| 2009 | „Alors on danse”                               | Stromae, Jérôme Guiot        |
| 2010 | „Te quiero”                                    | Jérôme Guiot                 |
| 2010 | „House’llelujah”                               | Emre Olcayto                 |
| 2011 | „Je cours”                                     | Jérôme Guiot                 |
| 2011 | „Peace or Violence”                            | Joris Rabijns, Raf Reyntjens |
| 2013 | „Formidable”                                   | Jérôme Guiot                 |
| 2013 | „Papaoutai”                                    | Raf Reyntjens                |
| 2013 | „Tous les mêmes”                               | Henry Scholfield             |
| 2014 | „Ta fête”                                      | Lieven van Baelen            |
| 2015 | „Carmen”                                       | Sylvain Chomet               |
| 2015 | „Quand c’est?”                                 | Xavier Reyé                  |

### Inne, zarejestrowane na żywo
Multimedia stanowią serię Ceci n’est pas un clip.
| Rok  | Tytuł                | Reżyser | Miejsce             |
| ---- | -------------------- | ------- | ------------------- |
| 2010 | „Te quiero”          | –       | –                   |
| 2010 | „Alors on danse”     | –       | –                   |
| 2011 | „Bienvenue chez moi” | Stromae | –                   |
| 2011 | „Dodo”               | –       | L’astrolabe, Orlean |